# Santa Maria de Montmagastrell
Santa Maria de Montmagastrell és un poble agregat a Tàrrega.
Es dedica a l'agricultura i la meitat de les terres són regades pel Canal d'Urgell. Està en un trencall a mà esquerra de la carretera que va de Tàrrega a Agramunt. A la plaça hi ha l'església dedicada al Sant Nom de Maria, del segle xviii, d'estil barroc molt auster.
Formava part de l'antic terme municipal de Claravalls.
La festa major és el 3r cap de setmana d'agost.